# Azelia aequa
Azelia aequa är en tvåvingeart som beskrevs av Stein 1920. Azelia aequa ingår i släktet Azelia och familjen husflugor.
Artens utbredningsområde är Kalifornien. Inga underarter finns listade i Catalogue of Life.